# 日本臨床工学技士会
公益社団法人日本臨床工学技士会（にほんりんしょうこうがくぎしかい）は、臨床工学技士によって構成される職能団体。臨床工学技士の職業倫理向上、学術技能の資質向上、生命維持管理装置をはじめとする医療機器の信頼性向上などに努めている。臨床工学技士は強制的に加盟する必要はない。以前は厚生労働省医政局総務課所管の社団法人。長年に渡り、川崎忠行が会長を務めたが、2017年で引退し、2017年5月より本間崇が理事長を務めている。

## 組織
- 設立：1990年（平成2年）
- 法人化：2002年（平成14年）
- 所在地：東京都文京区本郷3-4-3　ヒルズ884・お茶の水ビル4F